# Джехенгір Тата
Джехангір Ратанджі Дадабхой Тата (нар. 29 липня 1904 року в Парижі — помер 29 листопада 1993 року в Женеві) — підприємець індійського походження; власник Tata Group.

## Біографія
Дж. Р. Д. Тата народився в Парижі 29 липня 1904 року. Його мати Суня була француженкою, а батько Джамсетджі Тата походив з сім'ї індійських підприємців, власників Tata Group — найбільшого бізнес-конгломерату в Британській Індії. Своє дитинство він провів у Франції, де під час канікул познайомився з піонером авіації Луї Блеріо і здійснив з ним свій перший політ. Ця зустріч розпалила в маленькому хлопчику пристрасть до літаків, що вплинуло на його подальшу кар'єру.
Навчався у Франції, Японії та Англії, але його освітній шлях був перерваний зобов'язанням протягом року служити у французькій армії. Чоловік хотів продовжити перебування в армії, щоб завершити навчання в школі верхової їзди, але батько не дозволив. Після закінчення армії він повернувся до Кембриджа, щоб здобути ступінь інженера, але не закінчив його. Знову вплив батька змусив його відмовитися від своїх планів. Він мав переїхати до Індії, щоб взяти на себе сімейний бізнес.
У 1929 році він відмовився від французького громадянства.

## Кар'єра
У грудні 1925 року він приїхав до Індії та почав неоплачуване стажування у Тати. Через рік помер його батько, тому він зайняв його місце в правлінні Tata Sons у віці всього 22 років. У тому ж році (1929) він отримав ліцензію комерційного пілота, як перша особа в Індії та індійського походження.
З 1930 року Tata Group під керівництвом Дж. Р. Д. працював над запуском авіасполучення між Мумбаї, Ахмедабадом і Карачі. Перший політ за цим планом відбувся в 1932 році, розпочавши роботу Tata Aviation Service, перетвореної з Tata Airlines і Air India.
Дж. Р. Д. Тато. був членом правління понад 50 років. Протягом цього часу Tata Group розширила свою діяльність, включивши сектори виробництва хімічних речовин, автомобілів, інформаційних технологій і чаю.

## Виноски
1. 1 2  SNAC — 2010.
2. 1 2  Encyclopædia Britannica
3. 1 2  Munzinger Personen
4. ↑  http://www.aerosteles.net/fiche.php?code=perelachaise-tata
5. ↑  https://www.bloombergquint.com/law-and-policy/the-mistrys-acquired-stake-in-tata-sons-from-jrd-tatas-siblings
6. 1 2 3 4 5  JRD Tata | Tata group (англ.)
7. ↑  Джехенгір Тата в онлайн-версії «Encyclopædia Britannica».  (англ.)
8. ↑  JRD Tata's 118th birth anniversary: Remembering father of Indian aviation, The Economic Times